# Soniaczne (rejon mohylowski)
Soniaczne (ukr. Сонячне) – wieś na Ukrainie, w obwodzie winnickim, w rejonie mohylowskim, w hromadzie Mohylów Podolski. W 2001 liczyła 203 mieszkańców, spośród których 199 wskazało jako ojczysty język ukraiński, a 4 rosyjski.